# Груджьондзки окръг
Груджьондзки окръг (на полски: Powiat grudziądzki) е окръг в Северна Полша, Куявско-Поморско войводство. Заема площ от 727,76 км2. Административен център е град Груджьондз, който не е част от окръга.

## География
Окръгът обхваща територии от историческите области Хелминска земя и Помезания (Прусия). Разположен е в северната част на войводството.

## Население
Населението на окръга възлиза на 40 216 души (2012 г.). Гъстотата е 55 души/км2.

## Административно деление
Административно окръгът е разделен на 6 общини.
Градско-селски общини:
- Община Лашин
- Община Радзин Хелмински

Селски общини:
- Община Груджьондз
- Община Грута
- Община Рогожно
- Община Швече над Оса

## Фотогалерия
- Лашин
- Радзин Хелмински